# Cabera pseudapproximaria
Cabera pseudapproximaria là một loài bướm đêm trong họ Geometridae.